# Sucre (Cauca)
Sucre è un comune della Colombia facente parte del dipartimento di Cauca.
Il centro abitato venne fondato da José María Mosquera nel 1750, mentre l'istituzione del comune è del 10 dicembre 1999.